# Carlópolis
Carlópolis är en kommun i Brasilien.   Den ligger i delstaten Paraná, i den södra delen av landet, 900 km söder om huvudstaden Brasília. Antalet invånare är 13 706.
Omgivningarna runt Carlópolis är en mosaik av jordbruksmark och naturlig växtlighet. Runt Carlópolis är det ganska tätbefolkat, med 60 invånare per kvadratkilometer.